# Mari Yonehara
Mari Yonehara (jap. 米原 万里, Yonehara Mari; * 29. April 1950 in Tokio; † 25. Mai 2006 in Kamakura) war eine bekannte japanische Schriftstellerin.

## Leben
Ihr Vater Itaru Yonehara war Parlamentsmitglied. Der Novellist Hisashi Inoue ist ihr Schwager. Ihre Kindheit verbrachte sie in der Tschechoslowakei, wo sie Russisch lernte. Später studierte sie an der Fremdsprachen-Universität Tokyo Russisch und russische Literatur; danach wurde sie 
Simultan-Dolmetscherin und Übersetzerin. Von 1995 bis 1997 war sie Vorsitzende der Russisch-Übersetzer-Gesellschaft in Japan.
Sie erhielt den Yomiuri-Literaturpreis für einen Bericht über die Welt der Dolmetscher. Den Ōya-Sōichi-Preis für nichtfiktionale Literatur erhielt sie für das Werk „Die Absolute Wahrheit von Anya, der Lügnerin“ (嘘つきアーニャの真っ赤な真実). Sie gewann mehrere Literaturpreise für ihre Bücher.
Sie war ein führendes Mitglied des japanischen P.E.N.-Clubs.
| Personendaten    | Personendaten         |
| ---------------- | --------------------- |
| NAME             | Yonehara, Mari        |
| ALTERNATIVNAMEN  | 米原 万里 (japanisch) |
| KURZBESCHREIBUNG | japanische Essayistin |
| GEBURTSDATUM     | 29. April 1950        |
| GEBURTSORT       | Tokio                 |
| STERBEDATUM      | 25. Mai 2006          |
| STERBEORT        | Kamakura              |